# Podwójne wesele w Cambrai
Podwójne wesele w Cambrai – odbyło się dnia 12 kwietnia 1385 roku, w Cambrai. Trwało 8 dni i było wydarzeniem o europejskiej randze, na które zaproszono 20 000 gości, m.in. króla Francji - Karola VI.
- 20-letni Wilhelm II Bawarski ożenił się z 10-letnią Małgorzatą Burgundzką, córką księcia Burgundii - Filipa Śmiałego.
- 13-letni Jan bez Trwogi, brat Małgorzaty Burgundzkiej ożenił się z 22-letnią Małgorzatą Bawarską, siostrą Wilhelma II.